# Art Hodes
Arthur W. Hodes, ukr. Артур В. Гоудс (ur. 14 listopada 1904 w Mikołajowie, zm. 4 marca 1993 w Harvey) – amerykański pianista jazzowy, kompozytor, bandlider, dziennikarz muzyczny i popularyzator jazzu, pochodzenia ukraińskiego.

## Życiorys
Urodził się w carskiej Rosji na Ukrainie. Gdy miał sześć miesięcy jego rodzice wyemigrowali do Stanów Zjednoczonych i zamieszkali w Chicago. Jego muzyczna edukacja rozpoczęła się od nauki gry na fortepianie w Hull House, u Jane Adams. W latach 20. XX w., czyli w czasie gdy Hodes dorastał, do Chicago przyjeżdżali muzycy z Nowego Orleanu: Louis Armstrong, Joe King Oliver, Earl Hines czy Jimmie Noone grający jazz w stylu nowoorleańskim. Hodes, wraz z takimi chicagowskimi muzykami jak Benny Goodman czy Gene Krupa, przyjął ten sposób grania jazzu i właściwie był mu wierny przez całe swoje artystyczne życie. W 1926 grał razem z The Wolverines. Rok później występował z Wingy Manone'em, Budem Freemanem, Genem Krupą, Muggsym Spanierem czy Frankiem Teschemacherem. Po raz pierwszy w studiu muzycznym znalazł się rejestrując nagranie wraz z Wingy Manone'em. Granie w klubach chicagowskich w latach 30. nie przyniosło mu popularności. Do czasu przeprowadzki do Nowego Jorku w 1938 był niemal nieznanym muzykiem.
W Nowym Jorku zaczął grać w klubach przy West 52nd Street, ówczesnym centrum jazzu. Występował m.in. wraz Joe Marsalą i Mezzem Mezzrowem. Potem, w czasie wielu lat artystycznej kariery, grywał z muzykami tak znanymi jak: Sidney Bechet, Albert Nicholas, "Wild" Bill Davison czy Vic Dickenson. Hodes wypracował swój własny styl grania, który ukształtował pod wpływem ragtime'u, bluesa i gospel, i z którego później nie rezygnował, nawet w latach, kiedy większość uznawała takie granie za relikt dawnych czasów.
Ok. 1940 założył już własny zespół, z którym występował przez wiele lat. Już w latach 40. w stacji WNYC prowadził audycję radiową poświęconą jazzowi, podczas której prezentował płyty, zespoły jazzowe i sam grał na fortepianie. Założył i w latach 1943–1947 redagował miesięcznik "The Jazz Record". Tę samą nazwę dał też swojej wytwórni płyt. Oprócz niej płyty Hodesa w latach 1939–1942 wydawały: Solo Art, Signature, Decca i Black & White.
Wiele płyt nagrał w latach 1944 -1949, gdy pracował jako muzyk sesyjny dla wytwórni Blue Note Records. Pod koniec lat 40., w związku z powstawaniem nowych stylów (bebop), popularność jazzu tradycyjnego bardzo zmalała. W 1950 Art Hodes wrócił do Chicago, skąd wyjeżdżał czasem uczestnicząc w różnych festiwalach jazzowych lub na koncerty w ośrodkach akademickich. Jeszcze później poświęcił się nauczaniu i popularyzowaniu muzyki. W połowie lat 60. w jednej ze stacji telewizyjnych prowadził "Jazz Alley", cykl audycji o jazzie (brał w nich udział m.in. Pee Wee Russell). Od 1973 nauczał i popularyzował muzykę jazzową na terenie Chicago. Regularnie pisał też dla magazynu "Down Beat", był autorem wielu omówień (tzw. liner notes) na nowo ukazujących się płytach.
W latach 80., kiedy nastąpił znaczący wzrost zainteresowania jazzem tradycyjnym, Hodes znów dużo koncertował i nagrywał. Był aktywny muzycznie niemal do końca 1991 (dalszą pracę uniemożliwił mu rozległy udar mózgu). Grał w klubach, jeździł w trasy koncertowe po Europie (często występował w Niemczech). Powszechnie uważany był za jeden z przykładów tradycyjnego jazzu chicagowskiego. W wyniku kontaktów z muzykami z Barrelhouse Jazz Band z Frankfurtu, a szczególnie z klarnecistą zespołu Reimerem von Essenem powstała płyta Blues to Save the Trees. W 1982 odbył trasę koncertową wraz ze znanym kontrabasistą Miltem Hintonem.
Art Hodes uczestniczył w nagraniu ponad 100 albumów muzycznych, w tym też płyt solowych. Jego muzykę wydawało wiele wytwórni. W późniejszych latach jego nagrania publikowały: Audiophile, Jazzology, Delmark, Storyville, Euphonic, Muse, Parkwood, Candid i Music & Arts.
W 1992 ukazała się książka Hot Man: The Life of Art Hodes będąca jego autobiografią. W 1998 roku został włączony do Big Band i Jazz Hall of Fame.
Mieszkał w Park Forest, w stanie Illinois, wraz z żoną – Jan. Mieli pięcioro dzieci, trzy córki (Janet, Karen i Margaret) i dwóch synów – Daniela i Roberta.
Art Hodes zmarł 4 marca 1993 w szpitalu w Harvey, w wyniku kolejnego udaru. Miał 88 lat.